# Final Fantasy X-2
Final Fantasy X-2 (X-2 est prononcé « dix-deux ») est un jeu vidéo de rôle développé initialement par Squaresoft et édité par l'entreprise japonaise Enix. Il s'agit de la suite de Final Fantasy X, faisant du jeu le premier Final Fantasy à être la suite directe d'un précédent épisode. Il est sorti en mars 2003 au Japon, en novembre en Amérique du Nord, puis en février 2004 en Europe sur Playstation 2.
Le jeu est réédité dans une version internationale en février 2004 au Japon. Cette version contient de nombreuses scènes supplémentaires et cinématiques exclusives.
Final Fantasy X/X-2 HD Remaster, une compilation réunissant le jeu et Final Fantasy X, sort le 21 mars 2014 en France sur PlayStation 3 et PlayStation Vita, puis est portée sur d'autres plates-formes. La compilation comprend les deux jeux dans leurs éditions internationales, et propose un contenu inédit en Europe avec l'épisode The Last Mission pour Final Fantasy X-2[réf. nécessaire].

## Trame

### Spira
L'action se déroule toujours à Spira, mais deux ans après la disparition de Sin (voir l'article sur Final Fantasy X pour plus de détails). Le monde n'a pas beaucoup changé dans la forme, par exemple on retrouve les villes déjà présentes dans le précédent opus, comme Bevelle ou Besaid. Il y a cependant quelques changements apportés :  de nouveaux lieux sont explorables. Les Albatros voyagent à bord d'un vaisseau, le Celsius, et s'adonnent à la chasse aux sphères, activité en pleine expansion au moment du jeu.
Les organisations
- La Ligue des Jeunes (Youth League): c'est une organisation assez radicale qui encourage le peuple de Spira à rejeter l'ancien système qui avait dominé Spira durant tout un millénaire. Ils prônent la transparence et la liberté de penser, s'attirant la sympathie des plus jeunes. Autrefois assez agités, les membres de la Ligue essaient désormais de garder une ligne de conduite beaucoup plus calme. Leur leader est Nooj.
- Néo-Yévon (New Yevon Party): un groupe conservateur qui s'inscrit dans la continuité de la religion yevonite. Ils veulent effacer les erreurs commises par leurs prédécesseurs, et essayer de redresser la foi perdue depuis la victoire contre Sin. En effet, depuis le mort de Sin, l'Église s'est effondrée. Néo-Yévon est désormais dirigée par un conseil, présidé par Baralai (le Directeur).
- Les Pro-Makinas (Machine Faction): ce troisième groupe préfère rester en dehors du conflit politique déchirant Spira. Les Pro-Makinas sont majoritairement des Al Bheds, présents dans tout Spira. Ils ont une importante influence du point de vue militaire. Ils utilisent le terme "Makina" plutôt que "Machine", qui a une connotation négative du fait que les machines aient été prohibées durant mille ans par l'ancienne religion. Leur chef est Gippel.

- Les Albatros (The GullWings): cette organisation "chasse" les sphères dans Spira. Elle est composée de Yuna, Rikku, Paine, Frangin, Poto et Shinra. Leur QG se trouve à bord du Celsius, qui leur sert de moyen de transport. Le chef est Frangin, mais la plupart du temps, c'est Yuna qui décide pour lui.
- Le Gang Leblanc (LeBlanc Syndicate): chasseurs de sphères aussi, et rivaux des Albatros, qu'ils surnomment "Albatroces". Composé de LeBlanc (la chef), Ormi, Logos, et d'une multitude de sbires (LeBlanchets et LeBlanchettes). Leur QG se trouve à Guadosalam.

### Scénario
Deux années ont passé depuis les événements de Final Fantasy X marquant la fin de l'ère de Sin et le début de l’Éternelle Félicité. Tidus, après ce combat, a disparu. Après le choc lié à la disparition si subite de son amant, Yuna retourne à Besaid vivre chez elle et devient connue à travers Spira comme la seule Grande Invokeure à avoir survécu. Deux ans plus tard, elle visionne une vidéosphère trouvée par Rikku, sur laquelle elle voit une personne ressemblant à Tidus quelque part dans une cage. Devenue une femme forte et combative, Yuna quitte sa retraite pour rejoindre le clan des Albatros, un groupe de chasseurs de sphères mené par Frangin, le frère de Rikku. Le but avoué de cette entreprise est de résoudre toutes sortes de problèmes en accomplissant différentes missions, lesquelles mènent plus ou moins à la quête principale, la recherche de Tidus.
Rapidement, les Albatros vont se retrouver dans les conflits entre les factions principales qui tentent de prendre le pouvoir sur Spira. Le statut de Grand Invokeur de Yuna intéresse les leaders des deux factions nées après la fin de l’Église de Yevon : Baralai, le jeune chef de Neo-Yevon, et Nooj, le mercenaire à la tête de la Ligue des Jeunes. Tous deux souhaitent bénéficier du soutien de celle qui a sauvé Spira en détruisant Sin. Mais Yuna ne souhaite que retrouver les vidéosphères qui pourraient la mener au lieu où est enfermé Tidus.

### Personnages
On retrouve certains personnages déjà aperçus dans Final Fantasy X, mais étant donné les changements survenus depuis la mort de Sin, nombre d'entre eux n'occupent plus la même fonction. C'est le cas des Invokeurs ou des Gardiens par exemple. Voici une brève liste des personnages du jeu.
Les personnages jouables
- Yuna : Anciennement Grand Invokeur, elle est née à Bevelle et a grandi sur l'île de Besaid. C'est la fille de Braska, qui était aussi Grand Invokeur. Elle a défait Sin deux ans auparavant et a apporté l'Eternelle Félicité à Spira. Après avoir visionné la sphère de l'espoir, elle s'est engagée comme chasseuse de sphères au sein des Albatros.
- Rikku : Cousine de Yuna et fille de Cid, leader des Al Bhed dans le précédent épisode. Cofondatrice des Albatros, elle sait toujours garder sa bonne humeur même dans les moments les plus durs.
- Paine : Elle fut autrefois camerawoman au sein du Crimson Squad. Plutôt froide et réservée, c'est une excellente combattante qui dissimule bien des secrets, en particulier concernant ses relations avec les chefs des trois factions de Spira.

Les personnages non jouables
- Les Albatros :
  - Frangin (Brother) : comme son nom l'indique, c'est le frère de Rikku, avec qui il a fondé les Albatros. Il s'en est d'ailleurs auto-proclamé leader. Il adore Yuna (malgré le fait qu'il soit son cousin) et n'hésite jamais à lui témoigner son affection.
  - Poto (Buddy) : ami de Frangin, lui aussi est un Al Bhed. Il a un caractère plutôt calme, ce qui est très utile étant donné sa fonction : pilote de l'airship.
  - Shinra : très intelligent pour son jeune âge, ce petit Al Bhed a créé le système de Palettes/Vêtisphères, les Visiosphères mais aussi d'autres inventions telles que l'encyclopédie des monstres. Il sait plein de choses, mais lorsqu'il n'a pas la réponse à la question, il sort son excuse favorite, « Je ne suis qu'un gosse ». Son nom est un clin d'œil à la Shinra Electric Power company de Final Fantasy VII, car à la fin du jeu il propose une source d'énergie inépuisable : l'au-delà, donc l'utilisation d'une sorte de Rivière de la Vie.
  - Barman (Barkeep) : on ne connaît pas le véritable nom de cet Hypello que Frangin a recueilli en cours de route, et qui s'occupe du bar à bord du Celsius.

- Le Gang LeBlanc :
  - LeBlanc : arrogante, c'est la « patronne » du Gang LeBlanc. Elle est très autoritaire, surtout avec ses acolytes, mais devient toute gentille lorsqu'elle pense à Nooj.
  - Ormi : un des acolytes de LeBlanc. C'est un petit gros ressemblant à un sumo, armé d'un gros bouclier rond.
  - Logos : le second sbire de LeBlanc. Il contraste avec Ormi, puisqu'il est grand, effilé et a des yeux bridés. Il utilise deux révolvers pour combattre.

- La Ligue des Jeunes :
  - Nooj : leader de la Ligue. Ancien Bannisseur et aspirant au Crimson Squad. Il a des tendances suicidaires depuis une expérience traumatisante. Ses faits d'armes lui ont valu un bras et une jambe mécaniques.
  - Lucil : anciennement capitaine des Chevaliers Chocobo, elle est désormais bras-droit de Nooj.
  - Elma : ancienne partenaire de Lucil.
  - Dona : ex-Invokeur et rivale de Yuna.

- Néo-Yévon :
  - Baralai : ancien candidat au Crimson Squad. Directeur de Néo-Yévon.
  - Isaaru : ancien Invokeur et ami de Yuna. Il est désormais guide touristique dans la cité de Zanarkand (ville natale de Tidus).
  - Barthello : ancien gardien de Dona dont il est toujours amoureux.

- Les Pro-Makinas :
  - Gippel : ancien candidat au Crimson Squad et chef des Pro-Makinas. Il aurait eu une liaison avec Rikku, ce qu'elle dément toujours…
  - Nahdala : cette femme s'occupe des fouilles dans le désert.

- Autres personnages :
  - Wakka : ancien gardien de Yuna et joueur de blitzball, il vit à Besaid où il a fondé une famille avec Lulu.
  - Lulu : ancienne gardienne de Yuna, elle s'est installée avec Wakka. Ils ont eu un fils nommé Vidin.
  - Kimahri Ronso : ancien gardien de Yuna, il est désormais le chef de la tribu Ronso.
  - Clasko : éleveur de Chocobo, ancien banisseur aux côtés d'Elma et Lucil.
  - Tromell : leader du peuple Guado.
  - O'aka XXIII : marchand itinérant qui croule sous les dettes et qui doit se cacher de ses créanciers (les Al Bhed).
  - Shuyin : jeune homme vivant à Zanarkand au temps de la Guerre des Machines. Il était amoureux de Lenne, mais a malencontreusement entraîné sa mort. Il ressemble étrangement à Tidus, ce qui a donné de l'espoir à Yuna.
  - Lenne : cette jeune femme était la petite amie de Shuyin. Elle était aussi une chanteuse très célèbre. Elle est morte sous les coups de feu des soldats de Bevelle, aux côtés de Shuyin.
  - Vegnagun : ce n'est pas un « personnage » à part entière, mais cette machine tient un rôle central dans le jeu. Vegnagun aurait été construit il y a mille ans lors de la Guerre des Machines, à Bevelle. Étant trop puissant, il ne put être utilisé (il aurait pu détruire tout Spira) et resta en sommeil dans les souterrains de Bevelle.

## Description

### Système de jeu
Alors que la fin de Final Fantasy X était profondément triste et s'inspirait des cultures traditionnelles asiatiques, sa suite propulse le joueur dans un univers totalement différent. C'est dans une ambiance pop et même parfois très désinvolte, à l'image du Japon actuel, que les développeurs ont décidé de relater encore une fois les péripéties de Spira. Ce n'est pas un secret si le thème principal de l'aventure est le changement. Le système de combat abandonne totalement la perspective stratégique de FFX : dans FFX-2, il revient à l'Active Time Battle, plus dynamique. Pour l'occasion, le système de classes des épisodes III, V et Tactics est de retour et permet de changer de job (par des « vêtisphères ») en plein milieu des combats.

### Système de combat
Le système de combat de Final Fantasy X, appelé CTB (en anglais Conditional Turn-Based, en français Combat en Tours d'actions par Battements) a été abandonné au profit d'une variation de l'ATB (en anglais Active Time Battle, en français Combat en Temps Réel), déjà utilisé dans les autres épisodes de la saga. Il est désormais possible de faire des combos en synchronisant les attaques des personnages afin de faire le plus de dégâts possible. L'écran de jeu a quelque peu changé mais reste en grande partie similaire à celui des précédents opus.

### Système de missions
Final Fantasy X-2 n'a pas le même découpage scénaristique que les précédents. Le jeu se découpe en cinq actes, chacun de ces actes comportant un nombre variable de missions. Il y a bien sûr une trame principale comportant des missions dites « importantes » qu'il faut à tout prix réussir pour faire avancer le scénario. L'avancement dans le jeu est mesuré grâce à un pourcentage de scénario. Pour finir le jeu, atteindre les 100 % n'est absolument pas requis. Mais pour les atteindre, il faut remplir les nombreuses missions secondaires qui jalonnent le jeu et ajoutent des points de progression dans le pourcentage au score de scénario. Enfin, chaque mission a un niveau de difficulté noté par des étoiles (de un à cinq), dépendant de notre niveau par rapport aux monstres présent dans le lieu demandé.

### Palettes et Vêtisphères
L'une des grandes nouveautés est l'introduction des Palettes et des Vêtisphères.
- Les Palettes : (Garment Grids en anglais) sont des objets disposant d'emplacements (allant de deux à six maximum pour les plus puissantes) dans lesquels le joueur doit placer des vêtisphères. La plupart des palettes ont des effets dits « de base », c’est-à-dire que le personnage qui portera la palette bénéficiera soit d'une augmentation de ses caractéristiques (Force +5, Magie+5...), soit d'une compétence automatique ou commande (par exemple HP Extra, Compétences Magie Blanche...) rien qu'en équipant la palette. Les palettes comportent aussi des plots, qui sont des boules colorées placées entre les emplacements destinés aux vêtisphères. Les plots donnent des effets (augmentation de caractéristiques ou lancement d'une compétence) qui s'activent lors d'une métamorphose. Les effets des plots durent jusqu'à la fin du combat.

- Les Vêtisphères (Dresspheres en anglais) sont des sortes de jobs (métiers, comme dans Final Fantasy V) qui déterminent les caractéristiques des héroïnes (Force, Magie, Rapidité...) ainsi que les attaques qu'elles seront capables d'apprendre et d'utiliser ensuite. Par exemple, une fille portant la vêtisphère Mage Blanc verra ses points de magie, d'esprit et de HP augmenter et pourra exécuter des sorts de magie blanche. Chaque fille peut changer de vêtisphère en cours de combat et ainsi jongler avec les compétences. Enfin, Yuna, Rikku et Paine disposent chacune d'une tenue spéciale qu'elles pourront enfiler après avoir mis toutes les vêtisphères se trouvant sur leur palette durant un combat. Bien sûr, le nombre de vêtisphères présentes sur la palette détermine les caractéristiques de la tenue spéciale. Plus la palette compte de vêtisphères, plus les caractéristiques de la tenue spéciale seront élevées.

## Développement
Le développement de Final Fantasy X-2 a commencé à la fin de 2001, pour répondre au succès de Final Fantasy X sur Playstation 2, aux réactions des fans, en particulier à la vidéo Eternal Calm incluse dans la version japonaise de Final Fantasy X International. Il a été publié au Japon peu avant la fusion entre Square et Enix. L'équipe de production n'était plus qu'à un tiers de celle pour créer Final Fantasy X. C'est grâce à l'équipe qui était déjà habituée au matériel qu'ils ont pu donner une sensation de fabrication artisanale au jeu. Dans la conception du jeu, un nombre important de modèles de personnages, ennemis, et les conceptions emplacement à partir de Final Fantasy X ont été réutilisés. Maya et Softimage 3D ont été les deux principaux programmes utilisés pour créer les graphismes.

### Musique
Le jeu bénéficie de nouvelles musiques, toutes différentes de Final Fantasy X. Les auteurs de la bande-son sont Noriko Matsueda et Takahito Eguchi. Outre ces mélodies, on trouve deux chansons. La première, real Emotion, est dans un style orienté J-Pop (pop japonaise). La seconde, 1000 Words (Un millier de mots), est plutôt un slow. Les chansons sont chantées en japonais par Kumi Kōda, et en anglais par Jade from sweetbox.
Ces deux compositeurs n'en sont pas à leur première collaboration : ils ont déjà travaillé ensemble sur Racing Lagoon en 1999 puis The Bouncer en 2000. Leur style de prédilection est le jazz-rock, ce qui transparaît dans les deux jeux cités précédemment. Pour FFX-2, ils ont décidé d'employer le même style, en diversifiant néanmoins leur approche : finalement, en dehors du jazz-rock, on trouve de la pop mais aussi de l'orchestral typique au jeu vidéo et surtout à Final Fantasy. Néanmoins, l'accueil de cette bande originale a été plutôt mitigé auprès des fans, qui s'attendaient à des compositions signées par Nobuo Uematsu.
Discographie
- Final Fantasy X-2, Eternity ~Memory of Lightwaves~ Music From
- Final Fantasy X-2 International + Last Mission OST
- Final Fantasy X-2 : Kumi Koda - Come With Me
- Final Fantasy X-2 : Kumi Koda - real Emotion / 1000 Words
- Final Fantasy X-2 OST
- Final Fantasy X-2 Piano Collection
- Final Fantasy X-2 Vocal Collection - Paine
- Final Fantasy X-2 Vocal Collection - Rikku
- Final Fantasy X-2 Vocal Collection - Yuna

### Équipe de développement
- Production : Yoshinori Kitase
- Réalisation : Motomu Toriyama

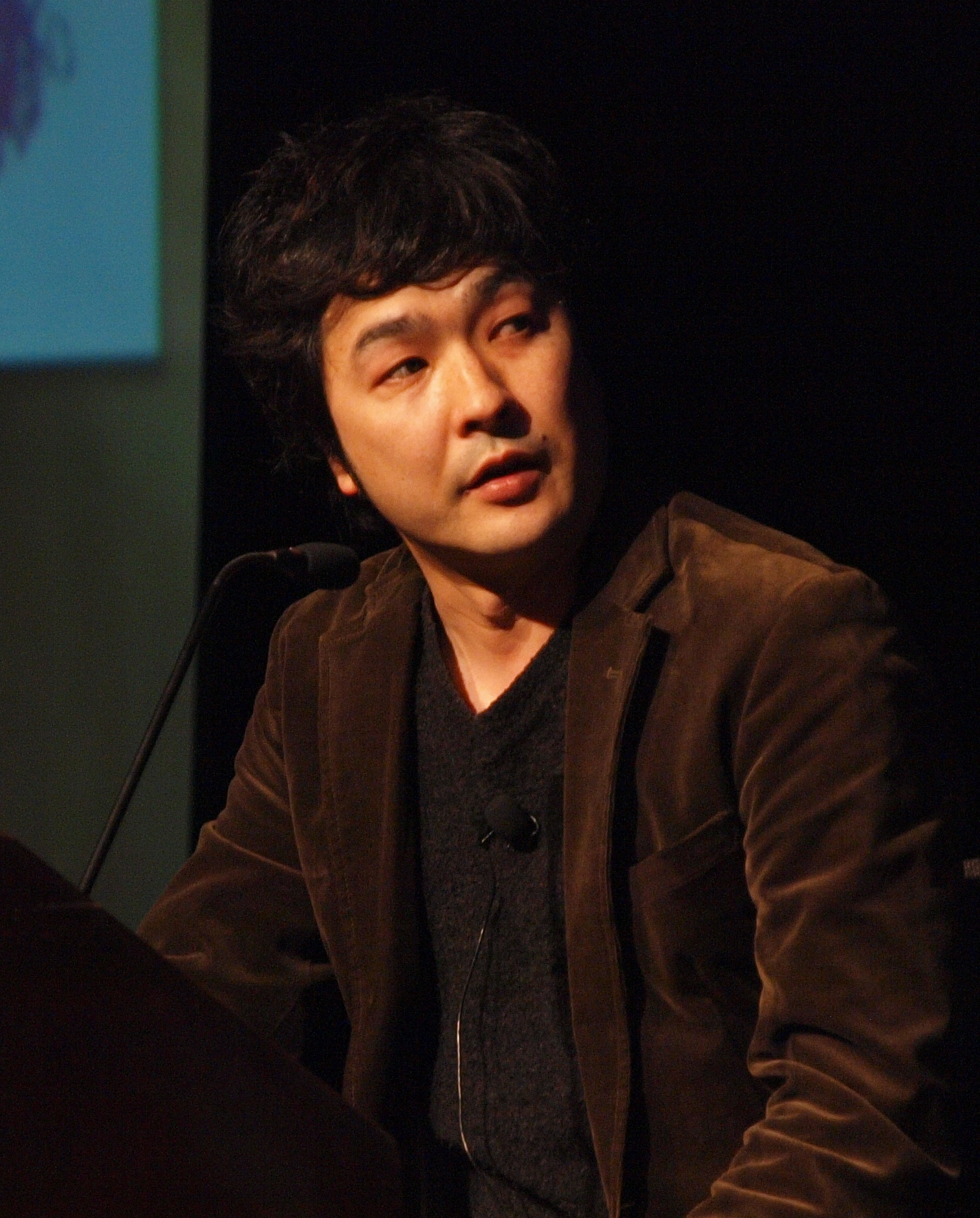
Motomu Toriyama dirige la création du jeu.

- Design des personnages : Tetsuya Nomura
- Design des vêtisphères : Tetsu Tsukamoto
- Direction artistique : Shintaro Takai
- Scénario : Kazushige Nojima, Daisuke Watanabe
- Musique : Noriko Matsueda, Takahito Eguchi

### Version Internationale
Une nouvelle version du jeu, dite "International" est sortie le 19 février 2004 au Japon sur Playstation 2, soit un jour avant la sortie européenne du jeu original.
Le DVD du jeu contient 3 parties : 
- FFX-2 International: c'est la réédition du jeu original, mais avec quelques ajouts :
  - de nouveaux systèmes de jeu : par exemple le mode Creature Create (un mode permettant de créer des monstres) ou le Monster Colosseum (une sorte d'arène où l'on doit combattre des monstres pour gagner des coupes).
  - deux nouvelles Vêtisphères : Omasturishi et Psychiker.
  - la possibilité de contrôler de nouveaux personnages, comme LeBlanc, Frangin, ou bien même des monstres.
  - plus quelques autres améliorations mineures.

- FFX-2 Last Mission

L'histoire se passe trois mois après la défaite de Vegnagun. Les Albatros se sont séparés. Mais Yuna, Rikku et Paine reforment leur trio après avoir reçu chacune une lettre leur enjoignant de relever le défi de la Tour de Yadonoki.
Apparemment, seule une fille à la fois peut rentrer dans la fameuse tour, qui se parcourt étage par étage en tuant des monstres pour avancer. On y trouve aussi des boutiques (peut-être pour acheter des potions...)
- Les Bonus on trouve en premier lieu une bande-annonce du film Final Fantasy VII Advent Children, puis une vidéo secrète à débloquer en finissant à 100 % la version International, puis en terminant Last Mission.

Cette nouvelle édition de Final Fantasy X-2 ne verra jamais le jour en Europe et aux États-Unis. Elle est réservée au Japon.
Dans l'édition Final Fantasy X / X-2 HD Remaster, qui paraitra en 2014 en Europe et aux États-Unis ; l'épisode FF X-2 The Last Mission (exclusif au Japon dans sa version PS2), sera inclus dans les versions PS3 et PSVita de la compilation.

## Accueil
Final Fantasy X-2 a été assez mal accueilli par la critique et les fans. Bien qu'obtenant dans la plupart des magazines des notes le classant parmi les « bons jeux » (avec une moyenne de 17/20), il n'atteint pas les sommets de ses prédécesseurs. De nombreux joueurs lui reprochent d'une part de n'être qu'une suite d'un opus précédent, conçu avant tout à des fins commerciales (Final Fantasy X étant le 2e opus le mieux vendu de la série, après FF VII), et ce alors que la société s'était toujours refusée jusqu'ici à donner une suite à ses jeux, tous uniques. D'autre part, le fan service de cet épisode a été largement critiqué, que ce soit au niveau du scénario (ajout d'une fin spéciale qui répond à la demande de certains fans de l'épisode original) ou des tenues légères des personnages. L'aspect léger et fashion du jeu a lui aussi rebuté certains joueurs ou critiques.
Toutefois, les tenues arborées par les héroïnes ont séduit un grand public féminin, de sorte qu'elles sont aujourd'hui très souvent présentées dans les concours de cosplay.